# Depanthus
Depanthus är ett släkte av tvåhjärtbladiga växter. Depanthus ingår i familjen Gesneriaceae.
Kladogram enligt Catalogue of Life:
| Depanthus | \| \| Depanthus glaber \| \| \| \| \| \| Depanthus pubescens \| \| \| \| |
|           | \| \| Depanthus glaber \| \| \| \| \| \| Depanthus pubescens \| \| \| \| |
|           | Depanthus glaber                                                         |
|           |                                                                          |
|           | Depanthus pubescens                                                      |
|           |                                                                          |